# クレヨンしんちゃん 嵐を呼ぶ モーレツ!オトナ帝国の逆襲
『クレヨンしんちゃん 嵐を呼ぶ モーレツ!オトナ帝国の逆襲』（クレヨンしんちゃん あらしをよぶ モーレツ オトナていこくのぎゃくしゅう）は、2001年4月21日に公開された『クレヨンしんちゃん』の劇場映画シリーズの9作目。上映時間は89分。興行収入は14.5億円。

## 概要
21世紀初の劇場版『クレヨンしんちゃん』作品。本作では親世代が20世紀の象徴として、子供世代が21世紀の象徴として描かれており、過去と未来の交錯が描き出されている。本作では20世紀、特に昭和30〜40年代の高度成長期を懐古するコンテンツやギミックが多用されている。そのため、本来の『クレヨンしんちゃん』の視聴者層である子どもだけでなく、その親世代をターゲットにした作品であるとも言える。本作のDVDのCMには俳優の阿部寛が起用され、大人の鑑賞にも堪え得る感動作であることを強調した。
監督の原恵一は「あの形で作るということに関して、『クレヨンしんちゃん』じゃ無くなるという自覚はあったが、それでもいい映画を作りたいという気持ちが勝ってあの形にした。出来上がったとき初号や試写会で、実際に偉い人や出資者たちは不満そうだった。『こんな不愉快な映画初めて見た』とも言われました。『しんちゃん』ではないということなのでしょう」と語っている。
樋口真嗣は「誤解を恐れずに言い切ってしまえば、決まったキャラを売る条件さえクリアされていれば、あとは何をしてもオッケー。その「抜け道」を利用して作られたのが宮崎駿監督の『カリオストロの城』であり、押井守監督の『ビューティフル・ドリーマー』であり、原恵一監督の『嵐を呼ぶ モーレツ!オトナ帝国の逆襲』」と指摘している。
野原つる（初代声優の北川智繪が唯一担当）・野原ひろしの子ども時代が劇場版初登場。
松尾銀三が野原銀の介役を演じた最後の作品である。
本作は映画シリーズの中でも頭一つ抜けた圧倒的な人気があり、未だにファンの間では「クレヨンしんちゃんの最高傑作」との呼び声も高い。

### ストーリー案
本作にはテレビシリーズで原型となった回があり、監督の原は「これだけで満足すると思ったら、中途半端に、自分の中に火がついてしまって、我慢できずに映画のネタにまでしてしまった」と語っている。原型となった回「母ちゃんと父ちゃんの過去だゾ 1」（1999年9月10日放送、脚本／中弘子、絵コンテ／原恵一、演出／ささきひろゆき、作画監督／大塚正実）は「懐かしのアトラクションが出来て、みんなで行く」というストーリーで、このエピソードはビデオソフト化されておらず、原自身もタイトルを忘れており「誰か録画していたら僕に観せて欲しい」とも話している。

### スタッフ
監督・脚本・絵コンテは5作目から引き続き原恵一が担当する。物語の結末は考えず、最初の万博のシーンに取り掛かっている最中、現場の若いスタッフに「なんでこんな描写をこんなに丁寧にやるんですか？」と引かれてしまったらしい。それに対して監督の原は「うるせえぞ！ やりたいからやるんだよ！」と返したという。また当時の原はシンエイ動画の社員監督だったことから、「やりたい放題が出来たと言えるんですよ。チェックが甘い会社だったんですよ」とも発言している。
音楽は前々作『爆発!温泉わくわく大決戦』（1999年）でも担当した浜口史郎が登板。
主題歌は前作『嵐を呼ぶジャングル』（2000年）に引き続き小林幸子が担当しており、映画シリーズで複数作品の主題歌を担当したのは小林が初の事例となる。
ラストにしんのすけが必死に階段を駆け上がるシーンがあるが、これはテレビ朝日プロデューサーの太田賢司の「敵とは戦わずに、しんちゃんが階段を駆け上がるみたいなのが良いのでは」とのアイディアを取り入れたものである。原は「テレビ局の方がそういった冒険的な判断をしてくれてうれしかった。そしてあのシーンは音楽の面の功績も非常に大きい」と感謝の旨を発言している。

### ゲスト声優
ゲスト声優として小堺一機と関根勤が1シーン出演し、本人役で持ちネタを披露している。この出演は、関根が娘・関根麻里と一緒に映画版を見に行くほどのファンであったことと、原作者の臼井儀人がTBSラジオ『コサキンDEワァオ!』のヘビーリスナーであったことが縁である。また、原作者の番組出演の際、撮影に使われたセル画が送られている。
イエスタディ・ワンスモアのリーダーであるケンを演じる津嘉山正種は監督の原によると、『ボディガード』（1993年）でのケビン・コスナーの吹き替えを聞いて、凄い好い声だと思ったから出演をお願いしたとのこと。ケンの恋人であるチャコ役の小林愛については、1999年に放送された『∀ガンダム』での声優っぽくない生々しい感じに原が惹かれたと言う。凄い逸材だなと思った原は、当時テレビアニメの『クレヨンしんちゃん』で演出を担当し、なおかつ『∀ガンダム』の演出も務めていた池端隆史に依頼し、小林愛の声が入ったテープを渡したという。原は小林愛の声が本当に大好きだったため、次回作『アッパレ!戦国大合戦』（2002年）でも春日廉役で起用している。

### その他
しんのすけ役の矢島晶子は2005年の原恵一との対談で本作を劇場版の中で「一番好き」であると断言しており、本作および次回作である『戦国大合戦』の2作は別格で、「これからどうなるかわからないですけど、今のところ、あの2本を超えるのはかなり難しいだろうと思う」と語っている。矢島は2017年のインタビューでもこの2作品を最も好きな作品として挙げている。

## あらすじ
20世紀の世界の万博を再現した「20世紀博」を訪れる野原一家。大人達は子供の頃を懐かしみ、20世紀博を満喫する。しかし、毎日のように20世紀博の子供部屋に預けられていた子供達は不満を漏らしていた。20世紀博の影響は全国に広まり、街中では旧車が走り、古い電化製品やファッションが流行し始める。
ある晩、20世紀博から「明日の朝、お迎えにあがります」という短いメッセージが放送される。それを見たひろしとみさえはまるで何かに取り憑かれたように、しんのすけとひまわりを放置して寝てしまう。翌朝、大きな音楽を鳴らしながらオート三輪の列が現れ、一斉に大人達はそれに乗り込む。その中に意中の相手・大原ななこの姿を見つけ、必死に車を追いかけるしんのすけだったが、自身には目もくれずに去っていくななこにショックを受けて大人達を見失ってしまう。
親達に残されたかすかべ防衛隊（風間トオル、桜田ネネ、佐藤マサオ、ボーちゃん）はしんのすけの家に集合する。風間は、20世紀博は「大人だけの帝国＝オトナ帝国」を作ろうとしているのではないかと考える。大人がいなくなった街からは電気が消え、置き去りにされた子供達はパニックに陥る。
明かりの消えたしんのすけの家でかすかべ防衛隊がラジオを聴いていると、「20世紀博」の創立者で「イエスタディ・ワンスモア」のリーダーであるケンから「町を訪れる20世紀博の隊員に従えば親と再会できる」というメッセージが流れる。それを聞いた大半の子たちは従ったものの、不穏な空気を感じたかすかべ防衛隊は、迎えをやり過ごすためにサトーココノカドーで一夜を過ごす事を決める。
翌朝、迎えに従わなかった子供たちを捕まえる「子供狩り」が始まる。追っ手の中にはひろしとみさえ、園長先生の姿もあった。かすかべ防衛隊も追っ手に見つかり、店内で逃走劇を繰り広げる。幼稚園バスへ逃げ込んだかすかべ防衛隊は、バスを運転して逃げることを決意。小さい体をカバーしながら追っ手を蹴散らし、20世紀博に突入する。しかし最後のところでハンドルの操作を見失い、風間、ネネ、マサオ、ボーちゃんの4人は隊員に捕まってしまう。
しんのすけ・ひまわり・シロは辛くも逃げ切り、「イエスタディ・ワンスモア」の作った「20世紀の匂い」によって大人達が幼児退行していたことを知る。再会したひろしに、しんのすけはひろしの靴を嗅がせる。ひろしの足の臭い。それは、少年時代の思い出、失恋、上京、就職、仕事の失敗、みさえとの出会い、しんのすけの誕生、念願のマイホーム…そんな彼の人生を思い出させる臭いだった。ひろしは今までの人生を思い出すとともに正気を取り戻し、みさえも同じ手で正気を取り戻す。20世紀博から脱出しようとする野原一家の前にケンが現れ、チャコと暮らす家へと案内される。
そこで語られるケンの野望。野望を食い止めるために野原一家は走り出す。ケンとチャコの2人は計画のため東京タワーを登り始める。残されたしんのすけは一人で頂上を目指す。何度も転び、鼻血を流し、ボロボロになりながらもしんのすけは2人の元に追いつくが、力尽きて倒れてしまう。
ケンとチャコは計画を発動させようとするが、大人たちの懐古心の原動力、懐かしい匂いのレベルが最低まで下がり、計画は頓挫してしまう。街の住民達は野原家の行動を見て、現実の21世紀を生きたいと考え直したらしい。計画が破綻し絶望したチャコに対し、しんのすけは未来への期待を叫ぶ。ケンは敗北を認め、チャコと共に飛び降り心中を試みるが、偶然飛んできた鳩に決意を揺るがされ、失敗に終わる（ケン曰く「また、“家族”に邪魔された」とのこと）。こうして野原家やかすかべ防衛隊、そして日本中の人々はそれぞれの家へと帰っていった。

## 登場人物
『クレヨンしんちゃん』のレギュラーメンバーの基礎情報はクレヨンしんちゃんの登場人物一覧および個別記事を参照。

### TVシリーズからのキャラクター
野原しんのすけ
本シリーズの主人公。
幼児退行した両親に代わって妹であるひまわりの面倒を見る、兄としての側面が強調されている。スナック春日部のオネエの振る舞いなど大人への願望が強く、「イエスタディ・ワンスモア」とは真逆の思想を持つ子供として、ケンやチャコと対立する。
野原ひろし
20世紀博では特撮ヒーローひろしSUNになりきっており、イエスタディ・ワンスモアによる洗脳後もこの姿で登場する。洗脳によって幼児退行してしまい、柄が悪くなった。しんのすけ達がバスを運転して逃走した際は追っ手を務めるが、車とバスの間にしがみついて園長に橋扱いされた上、外れたドアと一緒に道路に取り残された。その後、自らの人生を積み重ねた足の匂いで洗脳から解き放たれる。タワーの頂上へ向かうケンとチャコに対し、エレベーターの扉を手でこじ開けながら「逆に家族がいる今の幸せを分けてやりたい」と同情した。チャコのパンツが見えたことを指摘して赤面させるも直後に手を蹴られ、隊員達に袋叩きにされた。
野原みさえ
イエスタディ・ワンスモアの洗脳によって幼児退行すると、魔法少女「みさりん」になり子供狩りに加わる。その後、ひろしの靴の臭いで正気を取り戻した。
東京タワーの戦闘では、高所恐怖症という弱点に苦しみながらも、しんのすけを先に走らせるために階段から飛び降りる覚悟を見せた。
風間トオル
20世紀博に異様にハマる大人達に唯一疑問を持った人物。しんのすけの悪ノリに乗る場面もあるが、バスでの逃走中にスピード制限を守ろうとしたり、無免許だと気づいて取り乱すなど真面目さが仇となるシーンも多い。
桜田ネネ
スナックでは若手のホステスを見事に演じ上げた。
幼稚園バスでの逃亡では、バスガイドではなく運転手をさせられることに不満を漏らしながら『アルプス一万尺』を歌い出すが、明らかに前方不注意だったので運転手を交替させられた。
佐藤マサオ
スナックのウーロン茶で大人の気分を味わったり、自信がつくとワイルドで強気な性格に変貌する一面を見せている。後の映画でもこの面を度々見せている。イエスタディ・ワンスモアとのカーチェイスでは、最初は弱気だったが、追っ手を脱落させたことが自信となって覚醒し、大活躍を繰り広げる。
ボーちゃん
園長先生の運転をいつも見ていたことから、本作では幼稚園バスを巧みに乗りこなす（シートに座るとアクセル、ブレーキはおろか、ハンドルにすら届かなかったため、他の4人と役割分担し運転手は立ち乗りになった）。
かすかべ防衛隊の保護者
ひろしやみさえと同じく20世紀博に頻繁に訪れていた。イエスタディ・ワンスモアの洗脳によって幼児退行しており、子供遊びをするようになったことをトオル達が語っていた。子供狩りには動員されていない。
大原ななこ
三輪トラックが迎えに来る朝、幼児化してかごめかごめに興じていた。その後、トラックの荷台に乗るために走る所をしんのすけに発見されるが、しんのすけに気づかず、そのまま払いのけてしまった。しんのすけはこの件で大きく落胆することになる。
埼玉紅さそり隊
三輪トラックが迎えに来る朝、3人とも公園のブランコで立ち漕ぎをしている。
未成年だが洗脳された。漫画版では登場シーンをカットされた。
ふたば幼稚園の教職員
しんのすけがひまわりを背負いながら三輪車で幼稚園にたどり着いた際は、園庭で缶けりをしようとしていた。しんのすけに呼び止められると全員が彼を睨みつけ、特によしなが先生は彼を「しんたろう」と呼ぶなど、ひろしと同じように幼児化して柄が悪くなっていた。
三輪トラックが大人達を迎えに来た時は彼らのみ幼稚園バスに乗っていた。その後、かすかべ防衛隊が幼稚園バスで逃亡した際は、園長が野原夫妻と共に追っ手として登場する。
洗脳が解けた後は、春日部に帰るために三輪トラックの一台を園長先生が運転し、その助手席に副園長先生が、さらにその荷台の最前列によしなが先生達が立ち乗りしている。

### 本作品のオリジナルキャラクター
ケン
イエスタディ・ワンスモアのリーダーで黒幕。長身痩躯で、マッシュルームカットと丸眼鏡が特徴の男。愛車はトヨタ・2000GTで「俺の魂」と呼び、大事にしている。
「汚い金」や「燃えないゴミ」が蔓延する21世紀の日本を憂いており、まだ人々が「心」を持って生きていた20世紀への逆戻りを企てる。20世紀博内で「懐かしい匂い」を作り出し、来場した大人達を洗脳した。ひろしとみさえだけは、しんのすけによってひろしの靴の匂いを嗅いだことで正気を取り戻す。
過去を懐かしみ戻りたいという気持ちを原動力とした計画の最終段階において、野原一家の奮闘を視聴した大人たちの懐古心の収まりにより計画を進めることができなくなり、「未来を返す」と敗北を認めた後、大人たちを解放する。
エピローグではチャコと共に2000GTに乗り、どこかへと向かう描写がされた。
しんのすけ達に計画を明かし、阻止方法まで教えるフェアな悪役である。また、これまでの悪役とは違い、自身では格闘や銃撃を行わずに、圧倒的な組織力と豊富な資金、大規模な組織を纏め上げるカリスマ性と統率力といった理知的な面を用いてしんのすけ達と闘い追い詰めた。
チャコ
ケンの恋人で共犯者。ケンに共感しており、21世紀を嫌っている。しんのすけやひろしから「良い女」と評されるほどの美人。
感情が乏しい女性だが、物語の終盤でひろしにミニスカートを覗かれた際には赤面して怒りの表情を浮かべており、自分達を最後まで邪魔したしんのすけに対しても感情的になった。計画断念後、飛び降りの機を逸した際には「死にたくない」と本心を発露した。その後はケンと2人でどこかへと去っていった。
本作以降、ケンとチャコの消息は不明だが、TVアニメにおける12番目のエンディングテーマ『全体的に大好きです。』のイラストには町はずれのアパートに2人で暮らしている様子が描かれており、第25作『襲来!!宇宙人シリリ』では2人でサーカスを観覧している。
イエスタディ・ワンスモアの隊員たち
しんのすけ達とのカーチェイスシーンではスバル・360の大群でしつこく追い回した。隊員全員も「懐かしい匂い」によって幼児退行しており、エアガンなどの玩具を武器とする。
男性隊員は青、女性隊員は黄色の制服で、男女共通で制服の色に合わせた帽子を被っている。基本的に男性隊員が戦闘員で、非戦闘員となる女性隊員は主に20世紀博のガイドをはじめとしたサポート役を担っているため、前線に出ることはあまりない。
TVの人物
イエスタディ・ワンスモアによってテレビ局が占領されたため、1960年代〜1970年代に流行った番組が放送された。小堺一機と関根勤が本人役で登場している。
ヒーローSUN
ひろしが子供の頃に憧れていた特撮ヒーロー。
魔女っ子さゆり
みさえが子供の頃に憧れていた魔法少女。
外国人（女性）観光客
しんのすけにコンパニオンと言いながら追いかけられた女性。みさえに怒られたしんのすけを見て言った言葉は「おぉモーレツ」。
怪獣役者
ヒーローSUNに出てくる怪獣。ヒーローSUNになりきっていたヒロシと戦う。途中でしんのすけが退屈のあまりにのし掛かり、劇を一時中断する事となったが、着ぐるみを脱ぎ「強いな僕」と褒めた。
肉屋、八百屋、魚屋、酒屋、トラックの運転手
20世紀の時代を懐かしみ、役になりきって町の住人に昔の出来事を思い出させようと洗脳する。
不良小学生
コンビニを占拠し、食料を求めに訪れたしんのすけ達を追い返した。20世紀博からの迎えに応じなかったため、イエスタディ・ワンスモアの隊員達に連行された。

## キャスト
- 野原しんのすけ - 矢島晶子
- 野原みさえ - ならはしみき
- 野原ひろし - 藤原啓治
- 野原ひまわり - こおろぎさとみ
- 風間くん、シロ[注 4] - 真柴摩利
- ネネちゃん - 林玉緒
- マサオくん - 一龍斎貞友
- ボーちゃん - 佐藤智恵
- 園長先生 - 納谷六朗
- ひろし（子ども時代） - 三田ゆう子
- 野原銀の介 - 松尾銀三
- 野原つる - 北川智絵
- TVの声 - 関根勤、小堺一機
- 副園長先生 - 滝沢ロコ
- よしなが先生 - 高田由美
- まつざか先生 - 富沢美智恵
- 上尾先生 - 三石琴乃
- 「かすかべ書店」店長・不良小学生[注 4] - 京田尚子
- 中村 - 稀代桜子
- 北本（隣のおばさん）・不良小学生[注 4] - 鈴木れい子
- 風間くんのママ - 玉川紗己子
- ネネちゃんのママ - 萩森侚子
- マサオくんのママ - 大塚智子
- 団羅座也 - 茶風林
- ヒーローSUN - 神奈延年
- 怪獣役者・トラックの運転手[注 4] - 江川央生
- 酒屋 - 岡野浩介
- 肉屋 - 大西健晴
- そば屋・隊員[注 4] - 鈴村健一
- 魚屋 - 児島ちはる
- アナウンサー - 池本小百合
- 受付 - 宇和川恵美
- 案内係 - 工藤香子
- 隊員 - 伊藤健太郎
- ケン - 津嘉山正種
- チャコ - 小林愛

## スタッフ
| 原作                    | 臼井儀人 (らくだ社) |
| 作画監督                | 原勝徳 堤のりゆき 間々田益男 |
| 美術監督                | 古賀徹 清水としゆき |
| キャラクターデザイン    | 末吉裕一郎 原勝徳 |
| 撮影監督                | 梅田俊之 |
| ねんどアニメ            | 石田卓也 |
| 音楽                    | 荒川敏行 浜口史郎 |
| 録音監督                | 大熊昭 |
| 編集                    | 岡安肇 小島俊彦 中葉由美子 村井秀明 川崎晃洋 三宅圭貴 |
| チーフプロデューサー    | 茂木仁史 太田賢司 生田英隆 |
| 監督・脚本              | 原恵一 |
| 絵コンテ                | 原恵一 水島努 |
| 演出                    | 水島努 |
| 原画                    | 末吉裕一郎 大塚正実 高倉佳彦 佐藤雅弘 星野守 和泉絹子 尾鷲英俊 林静香 松山正彦 鈴木大司 木上益治 米田光良 上宇都辰夫 高橋博行 上野真理子 吉田忠勝 篠原真紀子 松下佳弘 松本朋之 大久保修 三浦貴弘 山口保則 長谷川哲也 鎌田祐輔 清水健一 吉村昌輝 内田裕 三浦厚也 片山みゆき 細居美恵子 中川航 重頭巌 角張仁美 原勝徳 間々田益男 |
| 色彩設計                | 野中幸子 |
| 動画チェック            | 小原健二 |
| 演出補佐                | パクキョンスン |
| 動画                    | じゃんぐるじむ 妻藤一治 原田一男 西村美幸 田鍋久子 中村朋浩 梶山奏子 橋本里美 古泉竜五 飯澤美幸 新井佐紀子 松浦仁美 門田明与 別当聖子 小泉淳 小西富洋 小島亜妃 高城正樹 宮井誠 京都アニメーション 中峰ちとせ 端由美子 中野恵美 佐藤綾 大嶋博之 栗田智代 棗田麻奈美 木透富子 川嶋明子 植野千世子 大橋由巳 大川由美 アニメーションDo 村山健治 古川かおり 東野伊佐子 渡邊岳泰 手塚プロダクション 韓穎 王立明 万志文 畑明日香 吉田綾 細居美恵子 武口つるみ 原佳寿美 山本靖貴 吉田浩美 シンエイ動画 夢弦館 エムアイ 座円洞 スタジオダブ M.S.J マッドハウス スタジオメイツ |
| 仕上げ                  | 京都アニメーション 竹田朋代 石田奈央美 高木理恵 下浦亜弓 今泉ひとみ 中辻真弓 三浦理奈 高橋恵子 津田幸恵 宮田佳奈 栗林香織 枝松知子 柴田邦浩 小林博子 大橋則子 相澤朝子 オフィス フウ 斉藤あや子 飯島理恵 小平梨加 早川恵美 佐々木正子 小林シロ 三関江美 楠本みゆき 高木美恵 鈴木仁子 ライトフット 今泉ひろみ 毛利美保 長沼和美 そよか 石塚一規 大木美恵 黒木智子 光井朋夏 エムアイ スタジオロード マッドハウス トレーススタジオ M 北京写楽美術芸術品有限公司 |
| 特殊効果                | 前川孝 |
| 背景                    | スタジオ ユニ 土師勝弘 中村隆 岡部眞由美 神山卓也 久保季美子 鈴木和彦 阿部とし子 中田愛 福本剛 大関純史 アトリエ ローク 川井憲 沼井伸朗 森本茂 下山和人 磯淵千歌 星野直美 OKA.SUDARSANA WINAYA SUTARA ARTANA |
| 撮影                    | アニメフィルム 手塚智鶴子 福田寛 市川智 野村達哉 山田廣明 鈴木浩司 倉田佳美 木次美則 熊谷正弘 藤野明彦 松澤秀子 佐藤敬子 |
| CGI                     | つつみのりゆき |
| エンディング合成        | 柏原健二 |
| 音響制作                | オーディオ・プランニング・ユー 音響制作デスク加藤知美 山口さやか 音響制作進行 鈴木紀子 井澤基 |
| レコーディングスタジオ  | APUスタジオ |
| 1st ミキサー            | 田中章喜 |
| 2st ミキサー            | 大城久典 |
| 1stアシスタントミキサー | 田口信孝 |
| 2stアシスタントミキサー | 内山敬章 山本寿 金子俊也 辻誠 |
| 効果                    | 松田昭彦 原田敦 （フィズ・サウンド・クリエイション） |
| 効果助手                | 北方将実 |
| 音楽協力                | イマジン 斉藤裕二 スコアミキサー 中村充時 |
| タイトル                | 道川昭 |
| 現像                    | 東京現像所 |
| 連載                    | 双葉社 月刊まんがタウン すてきな主婦たち |
|                         | ドルビーデジタル 一部上映館を除く |
| 技術協力                | 森幹生 河東努 コンチネンタルファーイースト (株) |
| デジタル光学録音        | 西尾昇 |
| 協力                    | 日本万博博覧会記念協会 |
| プロデューサー          | 山川順市 和田やすし 福吉健 (テレビ朝日) |
| 制作デスク              | 髙橋渉 魁生聡 |
| 制作進行                | 西川昭彦 高橋麗奈 木野雄 廣川浩二 |
| 制作                    | シンエイ動画 テレビ朝日 ASATSU-DK |
|                         | ©臼井儀人／双葉社・シンエイ・テレビ朝日 2001 |

## 主題歌
- オープニング - 「ダメダメのうた」（2000年）
  - 作詞・作曲 - LADY Q／編曲 - 森俊也／歌 - LADY Q & 野原しんのすけ（矢島晶子）、野原みさえ（ならはしみき）（キングレコード）
- 挿入歌 - 「ケンとメリー 〜愛と風のように〜」（1972年）
  - 作詞・作曲・編曲 - 高橋信之／歌 - バズ
- 挿入歌 - 「白い色は恋人の色」（1969年）
  - 作詞 - 北山修／作曲 - 加藤和彦／編曲 - 若月明人／歌 - ベッツィ&クリス
- 挿入歌 - 「聖なる泉」（『モスラ対ゴジラ』より）（1964年）
  - 作詞・作曲 - 伊福部昭／歌 - ザ・ピーナッツ
- 挿入歌 - 「今日までそして明日から」（1971年）
  - 作詞・作曲・歌 - よしだたくろう
- エンディング - 「元気でいてね」（2001年）
  - 作詞 - 白峰美津子／作曲・編曲 - 岩﨑元是／歌 - こばやしさちこ（日本コロムビア）
    - 「お母さん」との思い出を歌った1番のみが流れており、フルコーラスで流されなかった映画主題歌は本作が初。
    - DVDの映像特典には『オラたちはにんきもの』と『元気でいてね』の2パターンのTVスポットが収録されている。

## 評価

### 著名人による評価
浜辺美波は、本作と『アッパレ!戦国大合戦』『ガチンコ!逆襲のロボとーちゃん』を観賞し、「子供はもちろんなのですが、大人が観ても面白くて笑えるし、切なくて泣ける部分も満載で、エモーショナルさが本当に素晴らしかったです。」とコメントしている。
松岡茉優は、本作を「いまだにあらすじを思い出すだけで涙が出て、大人になっても感動がよみがえってくる映画です」と魅力を語っている。
志田未来は、本作について「すごく好きです」とコメントしている。
豊田エリーは、本作について「22年ぶりに映画館でオトナ帝国の逆襲を観た。12歳の時、この作品のあまりの面白さに感動したからこそ、大人になった今も映画館でクレしんを観続けているんだと思う。」とコメントしている。
麻生久美子は、本作を「アニメ映画でここまで容赦ない表現ができるなんて凄い!と、呆然としました。原監督ならではの表現がとても恐ろしくて、それでもエンターテイメントとして笑いと涙がある"完璧"としか言いようのない作品だと思います。」とコメントしている。
水樹奈々は、「本作はちょっと怖い要素もあって、印象に残っています。」とコメントしている。
鬼頭明里は、本作について「子供の頃に見ても良い作品だと思っていましたが、大人になってから見ると、深い内容をより理解できました。あれこそ"大人に向けたクレヨンしんちゃん"だと思います。」とコメントしている。
日笠陽子は、「本作とルパンのカリオストロの城は名作。」とコメントしている。
中川翔子は、本作について「むかし10代のときにみたときより、何倍もズシンときた、うう子どもがうまれてからみたら号泣でたちあがれなくなりそう。たのしみ。アニメや映画、むかしと感じかたが変わっていく感覚が面白いね、人生がすすんでいってる感じがわかる。」とコメントしている。
白石麻衣は、本作について「大好きで。何回泣いたことか」とコメントしている。
松村沙友理は、本作について「子供のときは、昭和の話が出てきても『私、平成生まれだし、懐かしくないな』という感じだったけど、大人になって観たら、昭和を生きていなくても懐かしいという気持ちになりましたし、家族愛を描いた物語にすごく感動しました。」とコメントしている。

## 受賞歴
- 第23回ヨコハマ映画祭日本映画ベストテン第8位。
- キネマ旬報創刊85周年オールタイムベスト・テン アニメーション部門7位。
- キネマ旬報創刊90周年オールタイムベスト・テン 日本映画アニメーション部門4位。
- 日本のメディア芸術100選アニメ部門選出。
- 日本オタク大賞2001オタク大賞受賞。
- 『映画秘宝』が毎年選定している映画ベスト10において、2001年度にアニメーション枠ではなくすべての洋・邦画を含めた中で初めて1位に輝いた邦画である。同誌ベスト10で1位に選出された邦画は、本作と2016年度の『シン・ゴジラ』、2018年度の『カメラを止めるな！』の3作品。
- 雑誌『映画秘宝誌』のゼロ年代(2000〜2009)映画ベストテン10位。

## テレビ放送
2002年4月12日 19:00 - 20:54に初のテレビ放送が行われた。この翌週から本番組の放送枠は土曜19:00 - 19:30に移動したため、枠移動前最後の放送となった。
その後、翌年の2003年10月18日 19:00 - 20:54にも再放送され、『クレヨンしんちゃん』アニメ15周年記念企画の一つとして2006年9月29日 19:00 - 20:54、映画『クレヨンしんちゃん 超時空!嵐を呼ぶオラの花嫁』の宣伝として2009年12月18日 19:00 - 20:54にも放送され、これまで『クレヨンしんちゃん』の映画作品で過去最多の5回テレビ放送が行われている。また、NHKのBSアニメ夜話第3弾（2005年3月29日放送分）では本作が取り上げられた。
| 回数 | 放送日                   | 放送時間      | 放送分数 | 備考                      |
| ---- | ------------------------ | ------------- | -------- | ------------------------- |
| 1    | 2002年4月12日（金曜日）  | 19:00 - 20:54 | 114分    |                           |
| 2    | 2003年10月18日（土曜日） | 19:00 - 20:54 | 114分    |                           |
| 3    | 2006年9月29日（金曜日）  | 19:00 - 20:54 | 114分    |                           |
| 4    | 2009年12月18日（金曜日） | 19:00 - 20:54 | 114分    |                           |
| 5    | 2020年5月10日（日曜日）  | 17:25 - 19:00 | 95分     | CSテレ朝チャンネル1で放送 |

## VHS・DVD・Blu-ray
- VHS - 2002年3月25日にバンダイビジュアルより発売。
- DVD - 2002年11月25日にバンダイビジュアルより発売。
- Blu-ray - 2023年4月26日にバンダイビジュアルより発売。